# Lárencz László
Lárencz László (Jánoshalma, 1940. augusztus 16. – Pécs, 2014. július 31.) pécsi gyógyszerész, gyógyszerésztörténész

## Életútja
Többgenerációs gyógyszerészcsaládból származott. Édesapja (Lárencz László, 1909–1978) vegyész és gyógyszerész volt, gyógyszertár-tulajdonos Jánoshalmán, az államosítás után pedig Bácsbokodon gyógyszertárvezető. Nagyapja (Lárencz László, 1880–1945) gyógyszerész, tompai gyógyszertár-tulajdonos volt. Apja és nagyapja is dolgoztak Szent-Györgyi Albert mellett. Dédapja (Lárencz László Béla, 1835–1916) Csíkszeredában volt gyógyszerész, akinek felesége (Balla Laura) az 1876-ban elhunyt Gözsy Béla Leó csíkszeredai gyógyszerész özvegye volt. Lárencz öccse, Tibor lánya, Lárencz Klára is gyógyszerész.
Általános iskolába Bácsbokodon járt, középiskolai tanulmányait a bajai III. Béla Gimnáziumban végezte. Bár kiváló tanuló volt, mint értelmiségi származású fiatal nem kerülhetett be egyből egyetemre; 1962-ben gyógyszergyártó szakmunkás bizonyítványt szerzett, ekkor vették fel a Budapesti Orvostudományi Egyetemre. Gyógyszerészi oklevelét 1967-ben kapta meg, szakgyógyszerészi képesítést 1978-ban szerzett. 1986-ban a SOTE-n gyógyszerészdoktori címet kapott, disszertációjának témája Kazay Endre életútja és munkássága volt.
Egyetemi felvételéig a budapesti Kőbányai Gyógyszerárugyárban, Szász Kálmán Növényüzemében dolgozott.
Pályáját az egyik nagykanizsai gyógyszertárban kezdte, ahol megismerte későbbi feleségét, Fodor Ibolyát.
Pécsett Kerbolt Kornél, a galenusi laboratórium (gyógyszerkészítő labor/üzem) vezetője mellett sajátította el a közép-üzemi gyógyszergyártást. Kenderes János példáját követve 1973-ban hivatásos honvédgyógyszerészi szolgálatba állt, ahol katonai kiképzésben részesült. Megismerte a tábori kórházak felállítását és a katonai gyógyszerellátás szervezését, de közben oktatta is a tartalékos orvostisztjelölteket, és részt vett a pécsi Honvéd Kórház gyógyszertárának munkájában is.
Egy súlyos közúti baleset következtében számos műtéten esett át, s állapota lassan helyreállt. 74 éves korában váratlanul halt meg.
Élete során mindig azt hangoztatta: 
| „ | A múlt megbecsülése és a jelen tényeinek elismerése a jövő reménysége! | ” |
|   |                                                                        |   |

## Kutatási területei
- a magyar katona-egészségügy emlékei
- a pécsi Honvéd Kórház története
- Pécs és Baranya megye gyógyszerészeti helytörténete
- Kazay Endre életútja és munkássága
- Baranyai Aurél életútja és munkássága
- Than Károly és Harkány (balneoterápia)
- a Galenus Gyógyszergyár és a fővárosi Drogista Szakiskola története
- a pécsváradi bencés kolostor ispotályának és hazánk első patikájának (1015) alapítása
- a pécsi Szerecsen műemlék-gyógyszertár szakmai kézben tartása
- hangfelvételek gyógyszerészekkel, természettudósokkal, orvostörténészekkel (pl. Kóczián Géza, Antall József)
- gyógyszerésztörténeti tárgyi emlékek és dokumentumok gyűjtése
- fiatal kollégáinak patronálása (pl. Kutas Jenő)
- számtalan ismeretterjesztő illetve tudományos előadás, konferenciák és megemlékezések visszatérő meghívottja

## Főbb művei
- Kazay Endre, a hírneves gyógyszerész; Galenus, Budapest, 2000
- Dél-Dunántúl neves gyógyszerészei; szerk. Lárencz László, Szabó László Gy.; PTE ÁOK, Pécs, 2014

## Tagságai
- Magyar Gyógyszerésztudományi Társaság (szenátor)
- Magyar Gyógyszerésztörténeti Társaság
- Magyar Orvostörténelmi Társaság
- Pécsi Akadémiai Bizottság Gyógyszerészeti Munkabizottsága
- Pécsi Városvédő és Városszépítő Egyesület
- Mecsek Egyesület
- Katona-egészségügyi Szakosztály

## Elismerései
- többszörös kiváló dolgozó és újító
- katonai kitüntetések, alezredesi rendfokozat
- Ernyey József-emlékérem (Magyar Gyógyszerésztudományi Társaság Gyógyszerésztörténeti Szakosztálya, 1988)
- Tantus Amor Operis Pharmaciae Emlékérem (Magyar Gyógyszerész Kamara, 2000. május 26.)

## Emlékezete
- Poszter (4 részes) a PTE Gyógyszertárában (Honvéd utca)
- Kiállítás és archívum a PTE Gyógyszerészeti Intézetében (Rókus utca)
- Brantner-Lárencz Emléknap (PTE ÁOK)
- Lárencz László Gyógyszerésztörténeti Csoport (Pécsi Tudományegyetem Gyógyszerésztudományi Kar)
- Az Egymásért vagyunk című, 2020-ban megjelent tudománytörténeti összeállításban munkásságára történő visszatekintés jelenik meg.[1]
- "Hazámat szolgálom". Lárencz László pécsi honvéd gyógyszerész gyógyszertörténeti munkássága; szerk. Szabó László Gy.; PTE GYTK, Pécs, 2023